# Calle 8 y St. Mark's Place
La Calle 8 es una calle en el borough neoyorquino de Manhattan que corre desde la Sexta hasta la Tercera y también entre las Avenida B y D; sus direcciones varían de oeste a este cuando cruza la Quinta Avenida. Entre las avenidas Tercera y A toma el nombre de St. Mark's Place (en inglés: Plaza San Marcos), debido a la cercana Iglesia de San Marcos en la calle 10 con la Segunda Avenida.
St. Mark's Place es considerado una calle principal a nivel cultural para la East Village. El tráfico vehicular va hacia el este a lo largo de ambas calles de un solo sentido. St. Mark's Place presenta una amplia variedad de tiendas. Instituciones venerables en esa vía incluyen Gem Spa y el St. Mark's Hotel. Hay varios mercados abiertos que venden lentes de sol, ropa y joyería. En su libro sobre los 400 años de historia de St. Mark's Place (St. Marks Is Dead), Ada Calhoun dijo que la calle era "como superpegamento para identidades fragmentadas" y escribió que "la calle no es para gente que han escogido sus vidas ... es para los vagabundos, los indecisos, los solitarios y los promiscuos."

## Historia

### Primeros años
Wouter van Twiller, gobernador colonial de Nueva Ámsterdam, alguna vez fue propietario de una granja de tabaco cerca del cruce de la calls 8 y MacDougal Street. Tales granjas se ubicaban alrededor del área hasta los años 1830. Cerca de ahí, un camino nativo cruzaba la isla cerca de lo que hoy es Greenwich Avenue, Astor Place, y Stuyvesant Street.
El Plan de los Comisionados de 1811 definió la grilla para gran parte de Manhattan. De acuerdo co el plan, la calle 8 debía ir desde Greenwich Lane (hoy  Greenwich Avenue) al oeste hasta la Primera Avenida al este. El área al oeste de Greenwich Lane ya estaba desarrollada como Greenwich Village, mientras que el área al este de la Primera Avenida fue reservada para un mercado de abastos. 
El plan fue corregido varias veces a medida que la grilla iba tomando forma y los espacios públicos eran añadidos o eliminados. La propuesta plaza del mercado sue eliminada en 1824, permitiendo que la calle 8 continúe hacia el este hasta el río Este. Al lado oeste, la Sexta Avenida se extendió y Greenwich Lane se acortó, levantando los límites de la calle 8 ligeramente hasta la Sexta Avenida y permitiendo que las calles Mercer, Greene, Wooster y MacDougal continuaran hacia el norte hasta la calle 8.

### sigloXIX
Luego de que el Plan de los Comisionados fuera implementado, las propiedades a lo largo de la servidumbre de tránsito de la calle se desarrollaron rápidamente. Para 1835, la Universidad de Nueva York abrió su primer edificio, el Silver Center, a lo largo de la calle 8 cerca del Washington Square Park. Las casas adosadas fueron también construidas en la calle 8. La calle corría entre el Jefferson Market, construido en 1832 en el extremo occidental y el Tompkins Market, construido en 1836 en el extremo occidental. Estos fueron factores en la comercialización de la calle años después.
La calle 8 estaba pensada para llegar a un lugar de mercado en la Avenida C, pero la idea no prosperó. Capitalizando la categoría alta de las calles Bond, Bleecker, Great Jones, y Lafayette Street en el NoHo, el constructor Thomas E. Davis desarrolló el extremo este de la calle y la renombró como Plaza de San Marcos (en inglés: St. Mark's Place). Davis levnató St. Mark's Place entre las avenidas Tercera y Segunda entre 1831 y 1832. Aunque el plan original era para casas de estilo federal, sólo tres de esas casas se mantenían al 2014.
Mientras tanto, la calle 8 se convirtió en hogar de la escena literaria. En Astor Place y la calle 8, la Astor Opera House se construyó por hombres adinerados y abrió en 1847. El editor Evert Augustus Duyckinck fundó una biblioteca privada en su casa ubicada en el 50 de la Calle 8 Este. Ann Lynch empezó un afamado salón literario en el 116 Waverly Place y reubicado al 37 de la Calle 8 Oeste en 1848. Alrededor de este tiempo y hasta los años 1890, la calle 8 se llamó como "Clinton Place" en memoria del político DeWitt Clinton, cuya viuda vivió en el cercano University Place.
En los años 1850, la calle 8 albergó una escena educativa también. La Cooper Union for the Advancement of Science and Art, una institución que entonces era gratuita que educaba en arte, arquitectura e ingeniería, fue abierto en 1858. El Century Club, una asociación de las artes y letras, se reubicó en el 46 Calle 8 Este alrededor de esa época; la casa de la Biblia de la American Bible Society, estaba cerca. Además, el Brevoort Hotel, así como una mansión de mármol construida por John Taylor Johnston, fueron levantados en la Quinta Avenida y la Octava Avenida.
En ese mismo tiempo, inmigrantes alemanes se mudaron al área alrededor de Tompkins Square Park. El área alrededor de St. Mark's Place fue apodado como Kleindeutschland, o "Little Germany" (en inglés: "pequeña Alemania"), debido al gran influjo de los inmigrantes alemanes en los años 1840 y 1850. Muchas de las casas se convirtieron en pensiones, haciendo que el área tuviera como 50,000 residentes pero no muchos inmuebles. También se construyeron conventillos en St. Mark's Place.
Para los años 1870, los departamentos reemplazaron a los establos y las casas a lo largo de la calle 8 al oeste de MacDougal Street. Las líneas de la Tercera y Sexta avenidas fueron construidas durante ese tiempo, con paradas en la calle 9 con la Tercera y en la calle 8 con la Sexta.

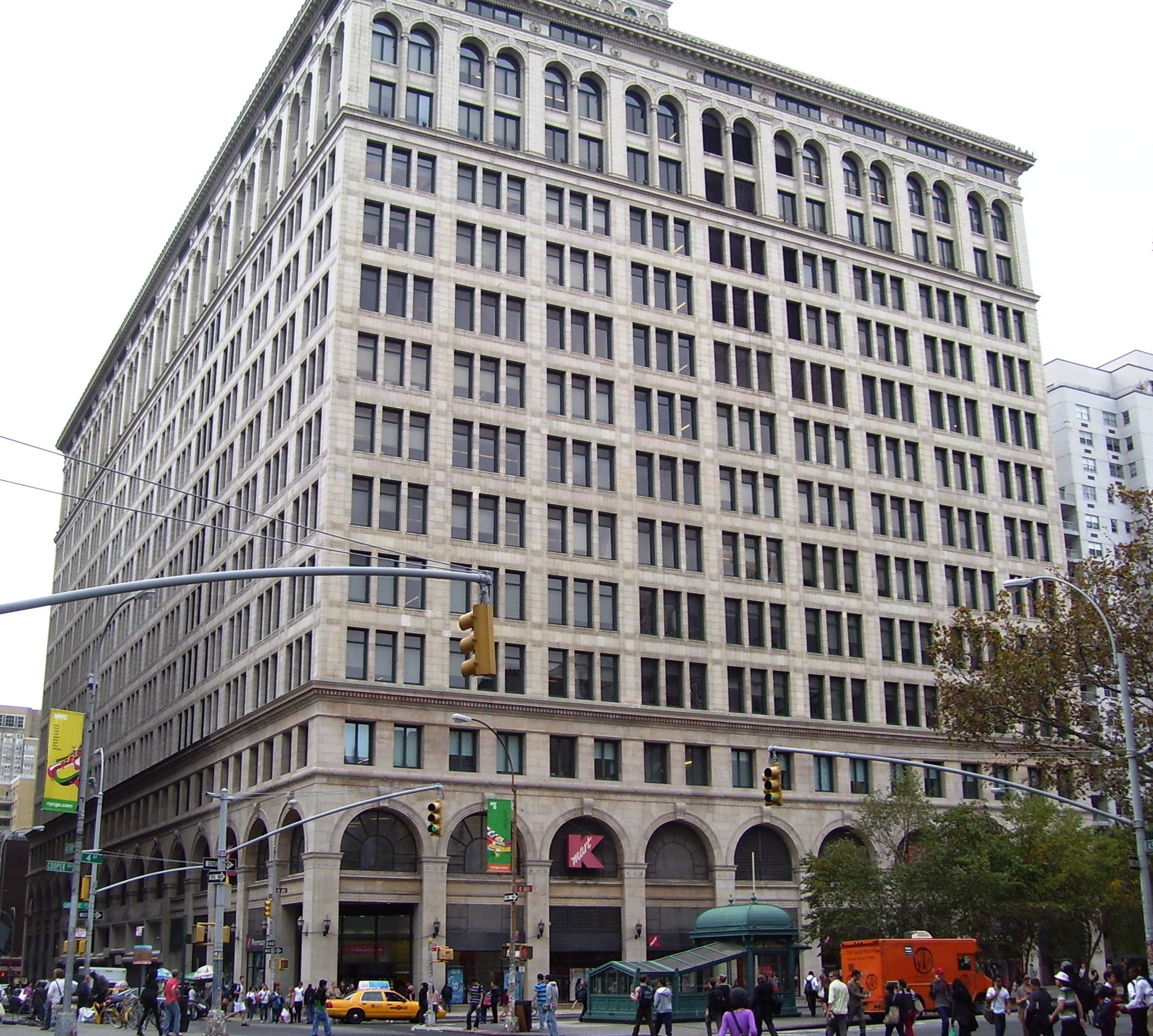
Anexo Wanamaker

En la esquina suroeste de Broadway y la calle 8, el primer edificio comercial de la calle fue construida. Para los años 1890, los edificios en la cuadra entre Bowery y la Quinta Avenida fueron utilizados para el comercio. En 1904, la Wanamaker's Department Store abrió en la antigua tienda de A.T. Stewart a lo largo de Broadway entre las calles 9 y 10, con un anexo construido en calle 8.